# Diplotaxis texana
Diplotaxis texana är en skalbaggsart som beskrevs av Leconte 1856. Diplotaxis texana ingår i släktet Diplotaxis och familjen Melolonthidae. Inga underarter finns listade i Catalogue of Life.